# Gabriele Dossi
Gabriele Dossi (* 7. Juli 1947 in München; † 3. Juli 2021) war eine deutsche Schauspielerin.

## Leben
Gabriele Dossi, die Tochter des Münchner Bildhauers Guido Goetz, absolvierte von 1969 bis 1972 ihr Schauspielstudium an der Otto Falckenberg Schule in München.
Nach ihrer Ausbildung wurde sie sofort an die Münchner Kammerspiele engagiert, wo sie bis 1976 blieb. Es folgten im weiteren Verlauf ihrer Karriere Engagements an Theatern in Zürich, Hamburg, Würzburg, München, Hannover, Bregenz und Wien. 2000 spielte sie am Münchner Volkstheater die Rolle der Maria in Glaube Liebe Hoffnung. 2002 gastierte sie am Vorarlberger Landestheater als Linda Loman in Tod eines Handlungsreisenden.
Von 2004 bis 2006 trat sie drei Jahre in Folge bei den Luisenburg-Festspielen in Wunsiedel auf. Dort spielte sie die Tagelöhnerin Barbara in Jagdszenen aus Niederbayern (2004), die Heiratsvermittlerin Jente im Musical Anatevka (2004–2005), Polina in Die Möwe (2006) und die Basl in Der Wittiber (2006).
Von 2007 bis 2010 war sie am Bayerischen Staatsschauspiel München als Mae Garga in der Brecht-Inszenierung Im Dickicht der Städte (Regie: Tina Lanik) zu sehen. Seit 2011 gastiert sie regelmäßig an der Komödie im Bayerischen Hof München, u. a. als Witwe Windscheidt in Die Feuerzangenbowle (2011–2018) und im Frühjahr 2014 in der Komödie Othello darf nicht platzen. 2014 trat sie am Theater Nestroyhof in Wien auf. Von 2014 bis 2017 verkörperte sie am Residenztheater München Emmas „kritische“ Schwiegermutter Madame Bovary in Albert Ostermaiers Bühnenfassung des Flaubert-Romans Madame Bovary (Regie: Mateja Koležnik).
2016 gastierte sie erneut bei den Luisenburg-Festspielen, diesmal in dem Solostück Weitere Aussichten von Franz Xaver Kroetz. 2017 gastierte sie als Jente in Anatevka an der Oper Bonn. 2018 spielte sie die Jente beim Operettensommer Kufstein.
Gabriele Dossi wirkte seit den 1970er Jahren in über 50 Film- und Fernsehproduktionen mit. Sie arbeitete mit Regisseuren wie Reinhard Hauff, Helmut Dietl, Xaver Schwarzenberger, Bernd Fischerauer, Franz Xaver Bogner, Matti Geschonneck und Anno Saul.
Dossi hatte Episodenrollen in zahlreichen Krimiserien, u. a. in Der Alte, Derrick, Siska, Der Bulle von Tölz und Die Rosenheim-Cops. Eine durchgehende Rolle spielte sie von 1994 bis 1996 als Sprechstundenhilfe „Wehwehchen“ an der Seite von Senta Berger und Friedrich von Thun in der Ärzte-TV-Reihe um Dr. Schwarz und Dr. Martin.
In der 6. Staffel der ZDF-Serie Bettys Diagnose (2019) hatte sie eine Episodenhauptrolle als alte Patientin Inge Rose, die sehr darunter leidet, ihre Tochter schon lange nicht mehr gesehen zu haben, und deshalb schwere Krankheiten erfindet. In der TV-Reihe Frühling (2020) spielte sie die verwitwete Rentnerin Bärbel Hofer, die ihren Jugendfreund Alois (Fred Stillkrauth) wiedertrifft und ein spätes Glück mit ihm findet. In der 19. Staffel der ZDF-Serie Die Rosenheim-Cops (2020) übernahm sie eine Episodenrolle als Ordensschwester Elisabeth.
Gabriele Dossi arbeitete immer wieder auch als Hörspielsprecherin. Sie lebte in München.; nach kurzer schwerer Krankheit starb sie kurz vor ihrem 74. Geburtstag.

## Filmografie (Auswahl)
- 1976: Inspektion Lauenstadt: Der Tankwart (Fernsehserie, eine Folge)
- 1976/77: Sirenengesang (Une femme fatale, Kinofilm)
- 1978: Messer im Kopf (Kinofilm)
- 1980: Endstation Freiheit
- 1990: Der Fahnder: Abstellgleis (Fernsehserie, eine Folge)
- 1994–1996: Ärzte: Dr. Schwarz und Dr. Martin  (Fernsehreihe)
- 1995–1998: Derrick (Fernsehserie, vier Folgen)
- 1996: Jägerblut (Fernsehfilm)
- 1997: Rossini – oder die mörderische Frage, wer mit wem schlief (Kinofilm)
- 1999: Café Meineid: Glück (Fernsehserie, eine Folge)
- 2001: Sinan Toprak ist der Unbestechliche: Todesharmonie (Fernsehserie, eine Folge)
- 2001: Sieben Tage im Paradies (Fernsehfilm)
- 2002: Mörderherz (Fernsehfilm)
- 2004: Inga Lindström: Wind über den Schären (Fernsehreihe)
- 2004: Der Bulle von Tölz: In guten Händen (Fernsehreihe)
- 2005: Liebe hat Vorfahrt (Fernsehfilm)
- 2005; 2009: Die Rosenheim-Cops (Fernsehserie, zwei Folgen)
- 2006: Inga Lindström: Das Geheimnis von Svenaholm (Fernsehreihe)
- 2006: Eine Liebe am Gardasee (Fernsehserie, zwei Folgen)
- 2008: Mord in aller Unschuld (Fernsehfilm)
- 2008: Todsünde (Fernsehfilm)
- 2008: Sturm der Liebe (Fernsehserie)
- 2010: Um Himmels Willen: Gardinenpredigt (Fernsehserie, eine Folge)
- 2012: Die Bergretter: Sicht gleich Null (Fernsehserie, eine Folge)
- 2012: Manche mögen’s glücklich (Fernsehfilm)
- 2012: Der Weg zur Macht (Fernsehfilm)
- 2015: Sturköpfe (Fernsehfilm)
- 2017: München Mord: Auf der Straße, nachts, allein (Fernsehreihe)
- 2019: Die Posthalter-Christl
- 2019: Bettys Diagnose: Alles nur aus Liebe (Fernsehserie, eine Folge)
- 2020: Frühling – Keine Angst vorm Leben (Fernsehreihe)
- 2020: Die Rosenheim-Cops: Ihr erster Fall (Fernsehserie, eine Folge)
- 2020: Zimmer mit Stall – Feuer unterm Dach (Fernsehreihe)
- 2022: Schon tausendmal berührt (Fernsehfilm)
- 2022: Tatort: Kehraus (Fernsehreihe)